# 西田作次郎
西田 作次郎（にしだ さくじろう、1864年6月2日（元治元年4月28日）- 1935年（昭和10年）7月26日）は、明治から大正期の地主、農業経営者、政治家。衆議院議員、京都府愛宕郡大宮村長。幼名・佐一郎。

## 経歴
山城国愛宕郡西賀茂村（京都府愛宕郡大宮村字西賀茂、京都市上京区を経て現:京都市北区）で、庄屋・西田郷泰、ヤエの長男として生まれる。明治のはじめ父と京都在住であったので上京第五区の小学校に入学し、その後帰郷して初等科を修了。1878年（明治11年）待鳳校の助教員を三ヶ月務めて中学校に進学したが、父の死去に伴い退学し、准光院主・和田智満僧正、一新義塾・林正己に師事し漢学を修めた。
1881年（明治14年）6月、西賀茂村総代に就任。以後、戸長役場筆生、地押調査地主総代、連合戸長役場用掛、大宮村会議員、同村収入役、同村農会長、愛宕郡徴兵参事員を務めた。
1892年（明治25年）9月、大宮村助役を辞して北海道拓殖事業の実行のため渡道し、石狩郡当別村（現当別町）に百五十町歩の土地貸下げを受けて西田農場を設けた。また京都府民の移住を目的とした京都拓民協会を1895年（明治28年）に設立して村岡浅右衛門を会長とし、空知郡空知川川岸に農場を設け、反別約五百町歩、小作人戸数百余戸となったが、1914年（大正3年）三菱会社に売却した。1918年（大正7年）には西田農場の反別百九町歩を25戸の小作人に分譲し、合名会社西田簣山会を設立して代表社員に就任した。
1897年（明治30年）に帰郷し、大宮村長に就任し1899年（明治32年）8月まで務め、1911年（明治44年）7月に再任された。その他、愛宕郡所得税調査委員、上京区営業税調査委員、待鳳学区学務委員、京都府教育会愛宕郡部会副会長、同府森林会委員、同府農会議員、愛宕郡農会副会長などを務めた。1903年（明治36年）9月、京都府会議員に選出され2期在任した。井上与一郎の死去に伴い、1907年（明治40年）12月に実施された第9回衆議院議員総選挙京都府郡部補欠選挙で当選し、立憲政友会に所属して衆議院議員に1期在任した。
実業界では、1914年（大正3年）1月、合名会社七星会を設立して代表社員となり、京都府農工銀行監査役も務めた。また1917年（大正6年）宮内省京都御猟場監守となり1923年（大正12年）12月の猟場廃止まで在任した。